# NGC 1767
NGC 1767 est un amas ouvert associé à une nébuleuse en émission situé dans la constellation de la Dorade. Cet amas et cette nébuleuse sont situés dans le Grand Nuage de Magellan. NGC 1767 a été découvert par l'astronome britannique John Herschel en 1834. 